# Saint-Pierre-Bois
Saint-Pierre-Bois je občina v departmaju Bas-Rhin francoske regije Alzacija.
Leta 1990 je v občini živelo 522 oseb oz. 72 oseb/km².